# IIR
IIR es una sigla en inglés para Infinite Impulse Response o Respuesta infinita al impulso. Se trata de un tipo de filtros digitales en el que, como su nombre indica, si la entrada es una señal impulso, la salida tendrá un número infinito de términos no nulos, es decir, nunca vuelve al reposo.

## Expresión matemática de los filtros IIR
La salida de los filtros IIR depende de las entradas actuales y pasadas, y además de las salidas en instantes anteriores. Esto se consigue mediante el uso de realimentación de la salida.
{\displaystyle y_{n}=b_{0}x_{n}+b_{1}x_{n-1}+\cdots +b_{N}x_{n-N}-a_{1}y_{n-1}-a_{2}y_{n-2}-\cdots -a_{M}y_{n-M}}

donde los a y b son los coeficientes del filtro. El orden es el máximo entre los valores de M y N, que son los términos que determinan la cantidad de polos y ceros en la función de transferencia.
Aplicando la transformada Z a la expresión anterior:
{\displaystyle H(z)={\frac {\sum _{k=0}^{N}b_{k}z^{-k}}{1+\sum _{k=1}^{M}a_{k}z^{-k}}}}
La diferencia entre los filtros IIR y FIR es que los filtros FIR son de respuesta impulsiva finita y los IIR de respuesta impulsiva infinita. Podemos agregar que los filtros FIR no son recurrentes y los IIR sí lo son.

## Estructura
Hay numerosas formas de implementar los filtros IIR. La estructura afecta a las características finales que presentará el filtro como la estabilidad. Otros parámetros a tener en cuenta a la hora de elegir una estructura es el gasto computacional que presenta. 

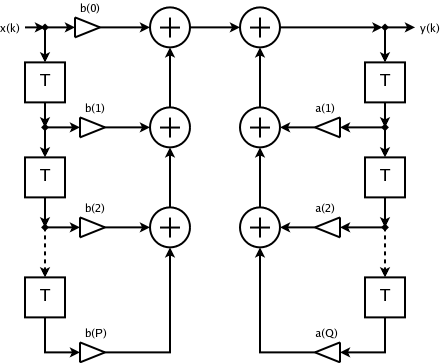
Estructura IIR.

## Polos y ceros
Este tipo de filtros presenta polos y ceros que determina la estabilidad y la causalidad del sistema.
Cuando todos los ceros y polos están en el interior de la circunferencia unidad se dice que es fase mínima y el sistema es estable y causal. Si todos los ceros están en el exterior es fase máxima.
Si algún polo está fuera de la circunferencia unidad el sistema es inestable.

## Diseño de filtros IIR
Las formas habituales de diseñar este tipo de filtros son:
- Indirecta (a partir de prototipos analógicos)
  - Impulso invariante
  - Aproximación de derivadas
  - Transformación bilineal
- Directa
  - Aproximación de Padé
  - Aproximación de mínimos cuadrados

## Características
Las principales diferencias respecto a los filtros FIR es que los IIR pueden cumplir las mismas exigencias que los anteriores pero con menos orden de filtro. Esto es importante a la hora de implementar el filtro, pues presenta una menor carga computacional.
Este tipo de filtros pueden ser inestables, aun cuando se diseñen para ser estables.
En principio no pueden diseñarse para tener fase lineal pero se pueden aplicar algunas técnicas como el filtrado bidireccional para lograrlo.